# 两河口水库 (芷江)
两河口水库，位于中国湖南省怀化市芷江侗族自治县西南楠木坪镇与洞下场乡交界处、龙盘江上游的一座中型水库，水库控制流域面积17.6平方千米，正常蓄水位348.21米，正常库容1030万立方米。